# 鶴形山 (岡山県)
鶴形山（つるがたやま）は、岡山県倉敷市の中心市街にある山である。別名は妙見山（みょうけんざん）、阿知山（あちざん）、阿智山（あちざん）。標高は40メートル。

## 概要
倉敷の中心市街地の中央部にある小高い山（丘）で、独立丘である。海抜40メートルで、東西は長いところで約500メートル、南北は長いところで約250メートルである。周囲は平地で岡山平野の一部である倉敷平野にそびえている。すぐ南側には加須山丘陵の北端があり、そのあたりは向山（むこうやま）と呼ばれ、これは鶴形山から見て向い側ということに由来する。
南麓は、古い町並みが続く町並み保存地区で観光地である倉敷美観地区があり、南麓を東西に通る本町通り（旧早島道）周辺は昭和前期頃まで、倉敷の繁華街として賑わっていた。西・北・東麓は市街地となっており、北西には商店街、北西約50メートルのところにはJR倉敷駅がある。
山上には倉敷の総鎮守である古社・阿智神社が鎮座。境内周辺は鶴形山公園として整備されており、フジの大棚があり、阿知の藤として知られ、開花時期には大勢の観光客が訪れる。
山上からは、経塚の遺跡や鎌倉時代の銅鏡が出土しており、また古くは周囲が海域で当地は島の一部であったこと、阿智神社祭神の宗像三女神は航海の神であったことから、古くは鶴形山の山上では航海安全に関わる祭祀が行われていた可能性がある。
また阿智神社西側には真言宗観龍寺が南面して建っており、境内に妙見宮を祀っている。鶴形山の別名の妙見山は、これに由来する。
さらに南麓すぐには、誓願寺・本栄寺がある。
現在、鶴形山西部の観龍寺下を南北に鶴形山隧道と呼ばれるトンネルが通過している。
明治期まで鶴形山南側に城山と呼ばれる小丘があり、中世には倉敷城があった。しかし、明治21年にクラボウの事業所建設のために切り崩されて平地となった。

## 施設
- 鶴形山公園
- 阿知の藤
- 阿智神社
- 観龍寺
- 誓願寺
- 本栄寺

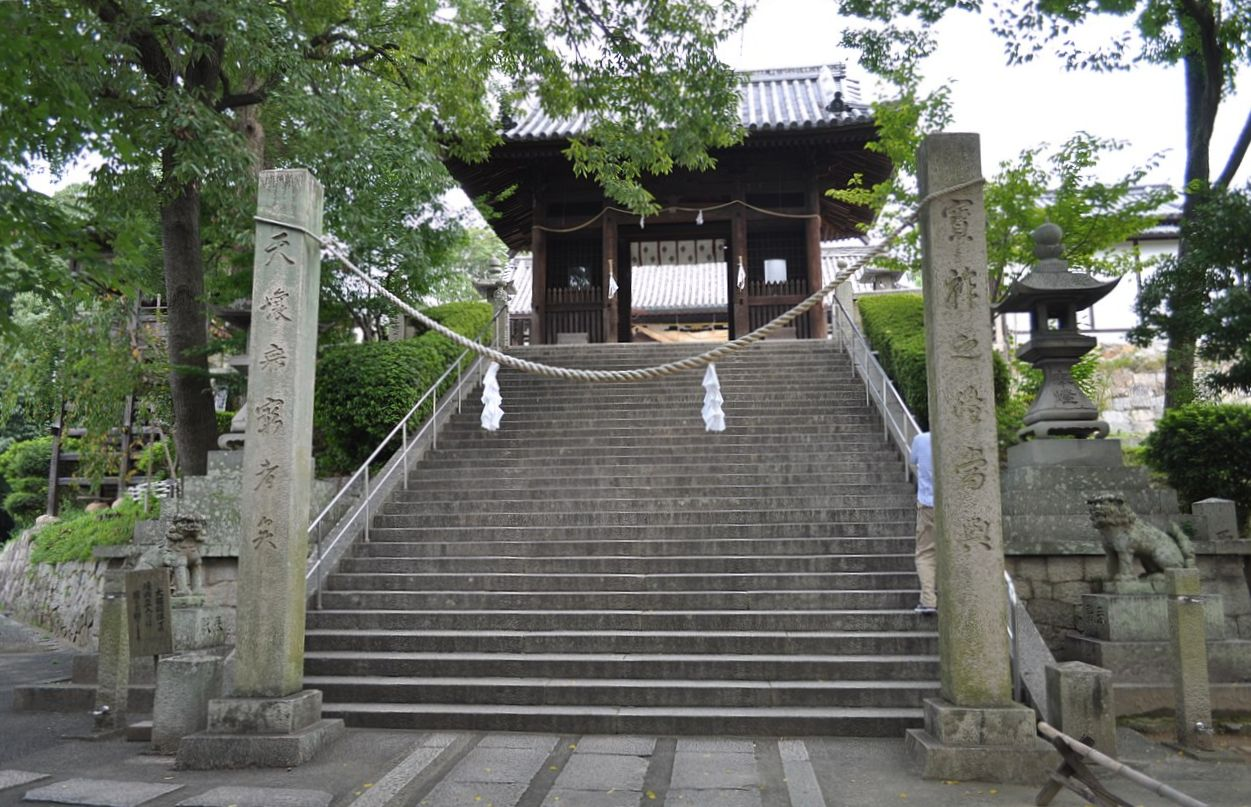
阿智神社（2015年9月12日撮影）
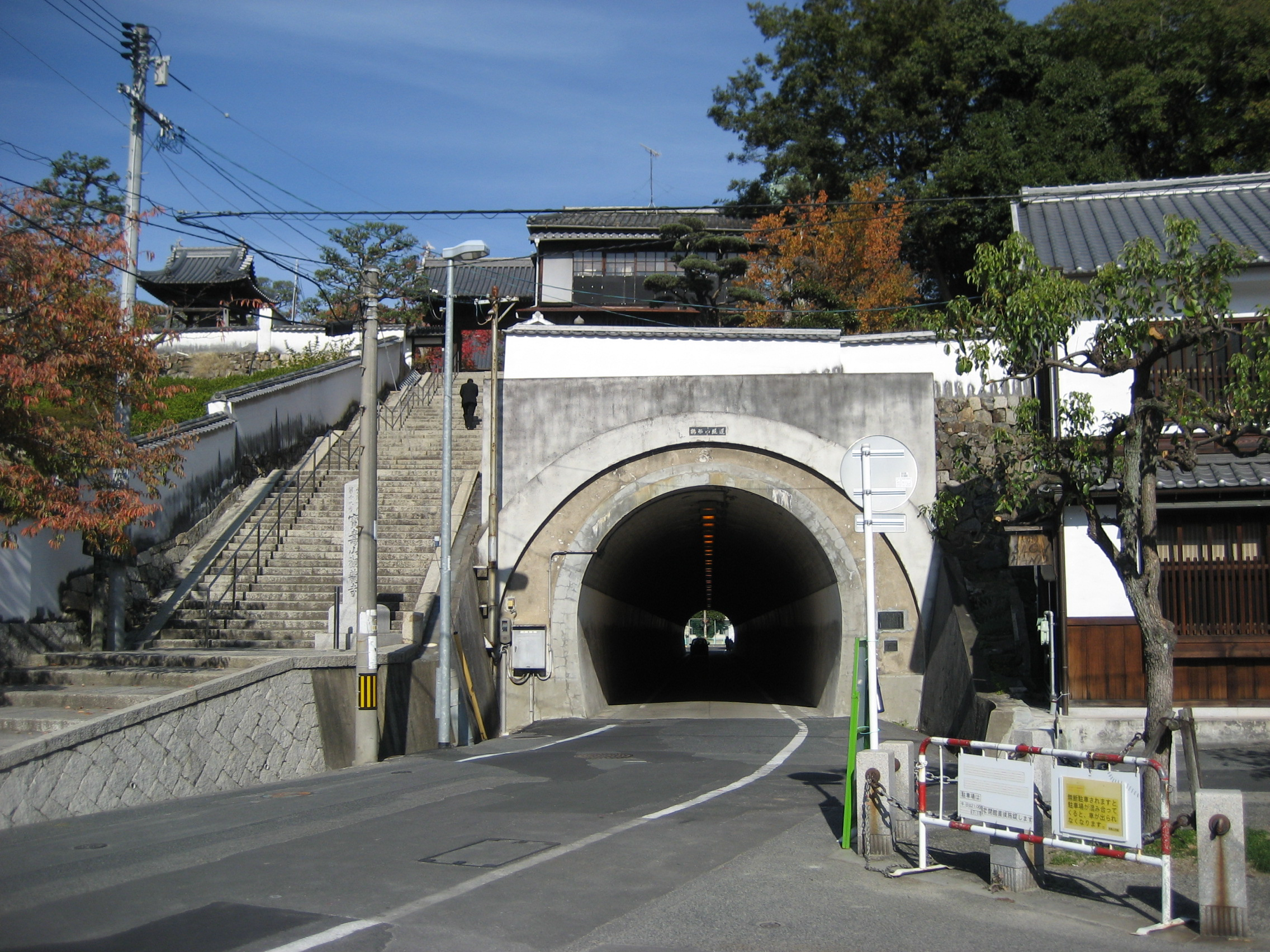
観龍寺の下を通る鶴形山隧道